# Euproctis riukiuana
Euproctis riukiuana är en fjärilsart som beskrevs av Matsumura 1927. Euproctis riukiuana ingår i släktet Euproctis och familjen tofsspinnare. Inga underarter finns listade i Catalogue of Life.